# Антонина-ду-Норти
Антонина-ду-Норти (порт. Antonina do Norte)  —  муниципалитет в Бразилии, входит в штат Сеара. Составная часть мезорегиона Юго-центральная часть штата Сеара. Входит в экономико-статистический  микрорегион Варзеа-Алегри. Население составляет 7561 человек на 2006 год. Занимает площадь 260,101 км². Плотность населения — 29,1 чел./км².

## История
Город основан 8 мая 1958 года. 

## Статистика
- Валовой внутренний продукт на 2003 составляет 13.988.690,00 реалов (данные: Бразильский институт географии и статистики).
- Валовой внутренний продукт на душу населения на 2003 составляет 1.976,36 реалов (данные: Бразильский институт географии и статистики).
- Индекс развития человеческого потенциала на 2000 составляет 0,613 (данные: Программа развития ООН).